# Tatari (zoologia)
Tatari (Berland, 1938) è un genere di ragni appartenente alla famiglia Salticidae.

## Etimologia
Il nome deriverebbe dalla parola tahitiana tatari, che significa "attendere", "aspettare".

## Distribuzione
L'unica specie oggi nota di questo genere è endemica delle Nuove Ebridi, oggi denominate Vanuatu, in Polinesia.

## Tassonomia
A dicembre 2010, si compone di una specie:
- Tatari multispinosus Berland, 1938[2] — Nuove Ebridi